# المحمدي (ناحية)
المحمدي.